# Aphaniosoma frontatum
Aphaniosoma frontatum is een vliegensoort uit de familie van de Chyromyidae. De wetenschappelijke naam van de soort is voor het eerst geldig gepubliceerd in 1961 door Wheeler.